# Adolfino Cañete
Adolfino Cañete Azcurra (Assunção, 13 de setembro de 1956) é um ex-futebolista profissional paraguaio, que atuava como meia.

## Carreira
Adolfino Cañete fez parte do elenco da Seleção Paraguaia de Futebol da Copa do Mundo de 1986 